# Baie-Johan-Beetz
Baie-Johan-Beetz är en kommun i provinsen Québec i Kanada. Den ligger i regionen Côte-Nord, i den östra delen av landet, 1 100 km nordost om huvudstaden Ottawa.